# Quarterly Journal & Transactions of the Pharmaceutical Society of Victoria
Quarterly Journal & Transactions of the Pharmaceutical Society of Victori, (abreviado Quart. J. Trans. Pharm. Soc. Victoria) fue una revista con ilustraciones y descripciones botánicas que fue publicada en Melbourne en los años 1859 hasta 1860.